# أحمد صديق المنشاوي
أحمد صديق بن السيد تايب المنشاوي ، (1930- 1947) ، قارئ قرآن مصري.

## مولده ونشاته
ولد الشيخ أحمد صديق المنشاوي في مدينة المنشاة التابعة لمحافظة سوهاج في مملكة مصر، وأتم حفظ القرآن الكريم وهو في الثامنة من عمره؛ حيث نشأ في أسرة قرآنية عريقة توارثت تلاوة القرآن، فأبوه الشيخ صديق المنشاوي وجَدّه تايب المنشاوي وجَدُ والده كلهم قرّاء للقرآن وفي أسرته الكثير ممن يحفظون القرآن ويجيدون تلاوته منهم شقيقيه الشيخ محمد صديق المنشاوي والشيخ محمود صديق المنشاوي ، وتأثر بوالده الذي تعلم منه فن قراءة القرآن الكريم، فأصبحت هذه العائلة رائدة لمدرسة جميلة منفردة بذاتها في تلاوة القرآن ، بإمكاننا أن نطلق عليها (المدرسة المنشاوية).

## وفاته
تُوفي الشيخ أحمد المنشاوي في عمر صغير اثر حادث في شهر مارس من عام 1947 ، دون استكمال المشوار، فلم يترك خلفه أي قراءة مُسجلة.